# NGC 2494
NGC 2494 (również IC 487, PGC 22377 lub UGC 4141) – galaktyka spiralna z poprzeczką (SB0-a), znajdująca się w gwiazdozbiorze Jednorożca. Odkrył ją Albert Marth 6 lutego 1864 roku.